# 黄宣充
黃宣充，ป.ช.（PM MWM），（英語：Wong Suen-chung, 1872年—1930年），原名黃龍順、又名黃順、字宣充、以字行，廣東新會人、當地雙水鎮龍頭鄉黃族第十七世祖，香港著名黃氏家族的創始人，泰國20世紀著名華僑商人，建築師及慈善家。

## 生平
黃宣充1889年從香港遠渡重洋抵暹罗曼谷。初隨木匠為徒，三年藝成自立，受僱為建築工地木匠。後創辦順興隆商號，業務大展，承建泰王宮殿衙署多座，因而致富。1905年拓展房地產業，成為泰國的「地產大王」。
黃宣充一生致力於建立泰國華僑社團和促進僑胞福利，召集旅泰廣肇同鄉， 創立廣肇會館、廣肇醫院、廣肇學校和廣肇山莊， 歷任會長、主席，不遺餘力地興辦各項公益事業，深得僑胞和當地民眾的讚頌，榮獲泰國國王禦賜王冠一等勳章，1930年病逝，終年59歲。

## 家族
黃宣充與夫人張氏共育有六子一女。次子黃祖騋（即「光學大王」黃克競）為香港60年代知名工業家，四子黃祖棠乃東華三院主要捐贈者 。香港1980年代著名地產商商人黃振輝為黃宣充之孫。
1991年，黃克競及黃祖棠共捐資1600萬元於新會興建以紀念其父親而命名的黃宣充紀念大橋。